# واين غوديسون
واين غوديسون (بالإنجليزية: Wayne Goodison)‏ هو مدرب كرة قدم ولاعب كرة قدم بريطاني في مركز ظهير ‏، ولد في 23 سبتمبر 1964 في ويكفيلد في المملكة المتحدة. لعب مع نادي بارنسلي ونادي روتشديل ونادي كرو ألكساندرا ونادي هايد إف سي.